# Ludowa Republika Kampuczy
Ludowa Republika Kampuczy (khm. សាធារណរដ្ឋប្រជាមានិតកម្ពុជា, trl. Sathéaranakrâth Pracheameanit Kâmpŭchéa, wiet. Cộng hòa Nhân dân Campuchia) – nazwa państwa kambodżańskiego obowiązująca w latach 1979–1989, czyli pomiędzy obaleniem Czerwonych Khmerów, a wycofaniem wojsk wietnamskich. W 1989 roku nazwę kraju zmieniono na Państwo Kambodżańskie oraz flagę na nową. Nazwa Państwo Kambodżańskie funkcjonowała krótko w latach 1989–1993 do momentu przywrócenia monarchii w Kambodży.
W grudniu 1978 roku, po kilku latach granicznych starć i wskutek masowego napływu uchodźców do Wietnamu, dywizje wietnamskie wsparły rozpoczęte w kwietniu 1978 antypolpotowskie powstanie, którym kierował dowódca 4 Dywizji Piechoty Heng Samrin i 7 stycznia 1979 roku, współdziałając z oddziałami powstańczymi, zajęły Phnom Penh, obalając reżim Pol Pota. 10 stycznia 1979 została proklamowana Ludowa Republika Kampuczy, której zwierzchnikiem został Heng Samrin. Od 1981 roku jednopartyjną władzę objęła Kampuczańska Partia Ludowo-Rewolucyjna. 
Nowy rząd nie przyniósł spokoju w kraju. Czerwoni Khmerzy schronili się w dżungli oraz w bazach przy granicy tajlandzkiej. W 1982 roku z inicjatywy Czerwonych Khmerów powstał Koalicyjny Rząd Demokratycznej Kampuczy na czele z Norodomem Sihanoukiem. Nasilała się wojna domowa, która trwała do końca lat osiemdziesiątych. W 1985 roku premierem został Hun Sen, który wyraził gotowość do rozmów z Sihanoukiem. Dwa lata później we Francji obaj się spotkali. W 1988 roku Zgromadzenie Ogólne ONZ wydało rezolucję, która przewidywała wycofanie wojsk wietnamskich z Kampuczy i rok później, w 1989 roku z Kambodży wycofała się armia wietnamska. U władzy pozostał rząd, którym kierował premier Hun Sen.

## Okres przejściowy i Państwo Kambodża (1989–1993)
W 1990 roku rząd Ludowej Kampuczy wraz z emigrantami z obozu Sihanouka postanowiły położyć kres wewnętrznym niepokojom. 23 października 1990 pod auspicjami ONZ, strony konfliktu przeprowadziły konferencję w Paryżu i podpisano porozumienie pokojowe które kończyło wojnę domową. Powołano Radę Narodową jako rząd tymczasowy. Na czele rządu stał Hun Sen, natomiast do kraju powrócił Sihanouk, który został głową państwa. W 1993 roku przywrócono monarchię, królem został Sihanouk.